# Eet
Eet är en sång av den amerikanska singer-songwritern Regina Spektor. Låten släpptes som den andra singeln från hennes femte studioalbum Far, i oktober 2009

## Låtlista
Digital Download
1. "Eet" – 3:51
2. "The Sword & the Pen (Acoustic Version)" – 3:37

## Musikvideo
En musikvideo regisserad av Adria Petty släpptes den 29 maj 2009.